# ارتم مستوئی
ارتم مستوئی (انگلیسی: Artem Mostovyi؛ زادهٔ ۵ اکتبر ۱۹۸۳) بازیکن فوتبال اهل اوکراین است.
از باشگاه‌هایی که در آن بازی کرده‌است می‌توان به باشگاه فوتبال استال آلچفسک اشاره کرد.